# 廷氏鱗頭鮋
廷氏鱗頭鮋（学名：Sebastapistes tinkhami），又名石狗公、石頭魚，为鮋科鱗頭鮋屬下的一个种。